# ハンガリー国立バレエ団

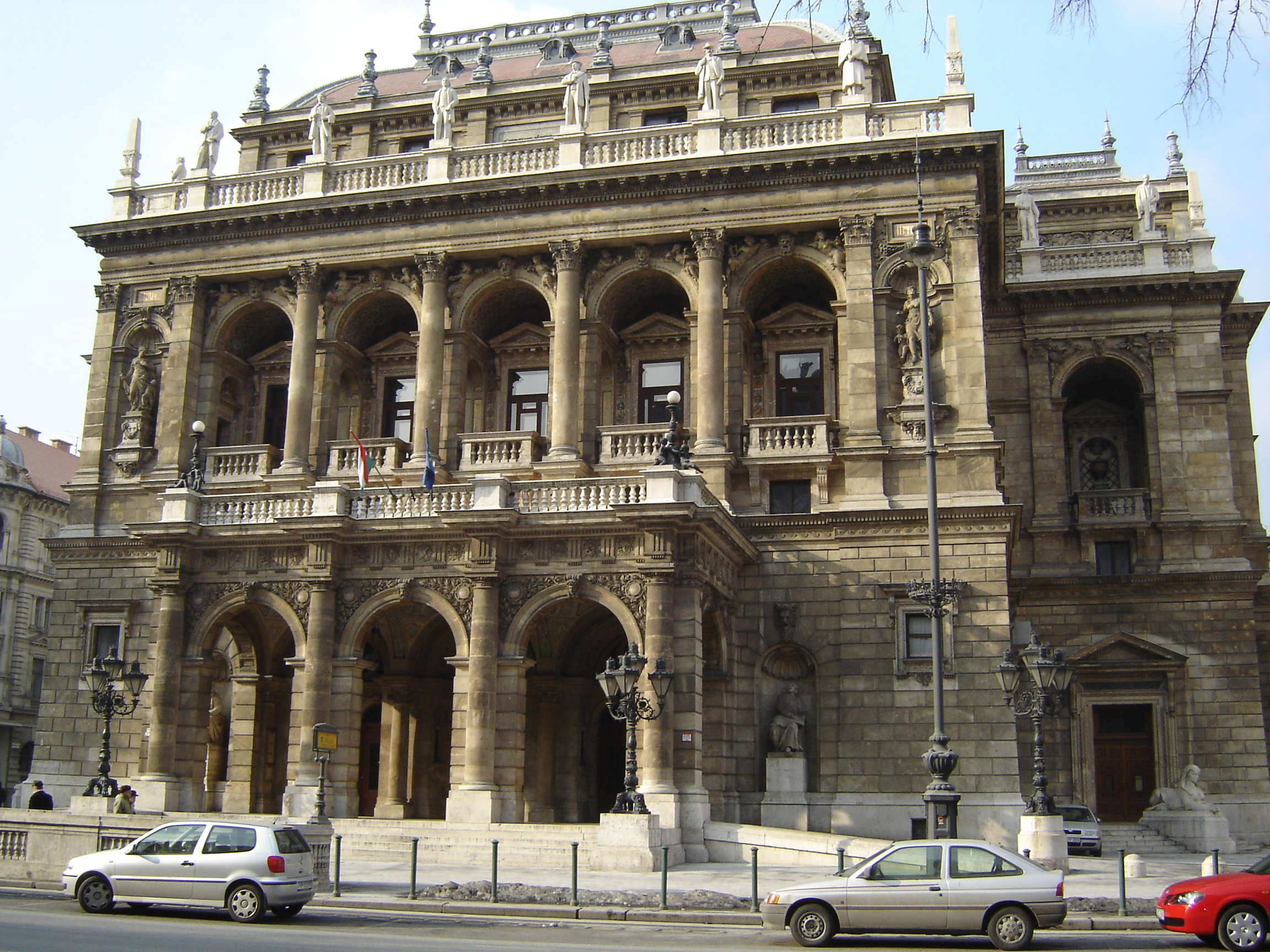
ハンガリー国立歌劇場

ハンガリー国立バレエ団はハンガリーのハンガリー国立歌劇場を本拠地とするハンガリー最大規模のバレエ団。現在の監督はタマーシュ・ソリモジである。

## 歴史

### 始まり
ハンガリーのバレエには200年以上の歴史があり、1884年の国立歌劇場開館以来ここを本拠地として活動している。設立時のコーラスラインは60人で、バレエダンサーはミラノで雇われた男性以外、すべて女性であった。
ブダペストのバレエの発展の最初の数十年ではダンステクニックと研修に関してイタリアの学校が大きな影響を与えた。1950年以降はハンガリーのバレエにはロシアのバレエの影響が強くなった。ロシアのクラシック演技の影響が徐々に現れ、研修システムもロシアの「有名なワガノワ・メソッド」のように変化させた。
1950年に設立されたハンガリー国立バレエアカデミーの最初の指導者はナーダシ・フェレンツであった。ナーダシ・フェレンツはイタリアのクラシックバレエ教育を基にして新しい方法論を作り、何世代のソロダンサーとバレエマスターを育てた。1950から1961まで国立歌劇場のバレエ監督も務めた。
ナーダシ・フェレンツの後、1960年から1977年まではローリンツ・ジョルジュが同監督となった。 彼は現代ハンガリーのバレエ団の発展において重要な役割を果たした。レパートリーを拡大して、外国の振付師を迎えた。また、シェレギ・ラースローの師匠として彼のサポートもしている。

### 現在
2005年8月1日にケヴァハーズィ・ガーボルがバレエ団の監督となった。彼は1988年から1992年までも同バレエ団の監督を行っている。彼の方針は爽やかさであり、クラシックレパートリーや自国のバレエのレパートリーを守ること、コンテンポラリー・ダンスに向かうことだった。ケヴァハーズィは2010年まで監督を務めている。